# Айвазов Григорій Калустович
Григо́рій Калустович Айва́зов (1904—1998) — радянський військовик, учасник Другої світової війни, почесний громадянин Бердичева.

## Життєпис
Нродився 1904 року у селі Армавір Чорноморської губернії (нині Армавір Краснодарського краю) в багатодітній вірменській родині, з Григорієм виховувалося четверо братів і сестер. Закінчив 2 класи початкової церковно-приходської школи, з 1917 року продовжив подальше навчання. По тому наймався, працював підручним електромонтером на молотарці, котра належала місцевому священику, в 1920—1921 роках — візником на власному коні, 1922-го — пакувальником, агентом на Державній тютюновій фабриці в Армавірі. В 1923—1926 роках займався розповсюдженням літератури — у інспекції праці видавництва газет «Червона Зірка» й «Комуніст».
У листопаді 1926-го мобілізований до лав Червоної Армії, до складу 29-го кавалерійського полку 5-ї кавалерійської дивізії ім. Блінова — дислокувалася у місті Новочеркаськ. У полковій школі пройшов навчання, отримав звання помічника командира взводу. Проходив службу як молодший командир, командир взводу шабельного ескадрону, начальник школи, помічник начальника штабу з розвідки та оперативної роботи, помічник взводу 2-го ескадрону 29-го кавалерійського полку. 1933 року — командир взводу 4-го ескадрону 29-го Сталінградсько-Камишинського Червонопрапорного кавалерійського полку (1933), по тому — начальник зв'язку цього ж полку. У листопаді 1933-го очолив штаб 131-го кавалерійського полку.
1937 року призначений на посаду начальника штабу 28-го кавалерійського полку 5-ї кавалерійської дивізії, 1938-го очолив штаб 26-го кавалерійського полку (цієї ж дивізії).
У липні 1939 року направлений до Монголії, по квітень 1945-го проходив військову службу інструктором при начальнику штабу кавалерійської дивізії; з 1942-го — інструктором при командирі 7-ї кавалерійської дивізії у Монгольській Народній Революційній Армії.
1945 року повертається з Монголії до СРСР, у серпні направлений на посаду заступника командира 13-ї гвардійської кавалерійської дивізії 6-го кавалерійського корпусу, котрий входив до складу кінно-механізованої групи, якою командував генерал Ісси Плієва. У часі радянсько-японської війни його кінно-механізована група брала участь у Хінгано-Мукденській наступальній операції проти Квантунської армії.
Після закічнення війни у 1949—1950 роках — слухач академічних курсів удосконалення офіцерського складу при Військовій академії бронетанкових та механізованих військ ім. Й. І. Сталіна. По навчанні призначений командиром 40-го гвардійського механізованого полку 11-ї гвардійської механізованої дивізії. У Новограді-Волинському він проходив службу до 1951 року, того часу обирався депутатом Новоград-Волинської міської ради.
1951 року переїздить до Бердичева, призначений на посаду начальника штабу 32-ї гвардійської механізованої дивізії. Обирався депутатом Бердичівської міської ради. 1954 року звільнився з лав РА, вийшов на пенсію за віком, проживав у Бердичеві.
Довший час очолював штаб Цивільної оборони при Бердичівському міському виконавчому комітеті, до 1975 року очолював раду ветеранів партії. Активно займався громадськими справами, проводив виховну роботу серед молоді.
Похований у Бердичеві, сектор почесних поховань міського кладовища.

## Нагороди та вшанування
- почесний громадянин Бердичева (1994)
- Орден Полярної Зірки (МНР) (1941),
- орден Червоної Зірки (1944),
- орден Червоного Прапора (1946),
- орден Леніна (1952)
- орден Вітчизняної війни 2 ступеня (1985)
- медаль «За перемогу над Німеччиною» (1945)
- медаль «30 років Радянської Армії і Флоту» (1948)
- інші медалі.